# Stimmlage
Stimmlage ist ein Begriff, mit dem in der Musik Singstimmen oder Musikinstrumente anhand ihres Tonumfangs sortiert werden. Dabei gilt der Tonumfang, der bei normaler Funktion des Stimmorgans physisch oder des Instruments physikalisch erzeugt werden kann. Die häufigsten Stimmlagen sind Sopran, Alt, Tenor und Bass, welche ursprünglich auf die Vokalmusik bezogen und später sinngemäß auch auf Instrumentalmusik übertragen wurden. Zu diesen vier Stimmlagen kamen dann noch Mezzosopran und Bariton hinzu. Die mittlere Stimmlage der Sprechstimme wird als Indifferenzlage bezeichnet.

## Gesang
| Stimmlagen für Chorsänger | Stimmlagen für Chorsänger |
| Frauenstimmen             | Männerstimmen             |
| ------------------------- | ------------------------- |
| Sopran (S)                | Tenor (T)                 |
| Mezzosopran               | Bariton                   |
| Alt (A)                   | Bass (B)                  |

Singstimmen werden in Musikwerken nach der Tonhöhe grob in die vier Stimmlagen Sopran, Alt, Tenor und Bass aufgeteilt. Die höchste Stimmlage hiervon ist der Sopran (früher auch Diskant genannt), die hohe Frauen- und Kinderstimme (italienisch soprano ‚höchster, oberster‘). Die tiefen Männerstimmen sind in der Stimmlage Bass (italienisch basso ‚tief‘), die hohen Männerstimmen im Tenor zusammengefasst. Zum Alt (italienisch alto ‚hoch‘), ursprünglich die hohe Stimme über dem melodieführenden Tenor (italienisch tenore, vgl. lateinisch teneō ‚halten‘) bezeichnend (vgl. Cantus firmus), gehören Knaben- und tiefe Frauenstimmen. Die meiste Chorliteratur kommt mit diesen Stimmlagen aus, wobei die Stimmlagen noch in mehrere Stimmen aufgeteilt werden können. Darüber hinaus werden noch regelmäßig für mittlere Stimmlagen die Bezeichnungen Mezzosopran (italienisch mezzo- ‚halb; mittel‘) für Frauen und Bariton (italienisch baritono ‚tieftönend‘) für Männer verwendet, jedoch fast nur für solistische Stücke. Neben der Stimme werden auch häufig die Personen mit ihren Stimmlagen bezeichnet, z. B. „Er ist ein Tenor“.
Es gibt außerdem noch die Bezeichnung Kontra-Alt für sehr tiefe und dunkel gefärbte Frauenstimmen, die sich in der Tonlage Tenor bewegen. Ein Bassbariton ist ein Sänger, der die Stimmlagen Bass und Bariton abdeckt. Oktavisten sind besonders spezialisierte tiefe Bässe mit einem Umfang in der Tiefe bis zur Kontraoktave bei A1, das ist eine Oktave unter der Bariton-Lage. Im Gegenzug wechselt der Oktavist nach oben nie in die Kopfstimme. Es gibt einige wenige Solostücke für Oktavisten, oft sind diese eigens für einen bestimmten Sänger komponiert worden.
In Solopartien ist der geforderte Tonumfang oft erheblich größer als in der o. g. Unterteilung. Man unterscheidet außer dem Tonumfang auch weitere technische und musikalische Anforderungen, die die Partie an die Gesangsstimme stellt, das sogenannte „Stimmfach“, z. B. Heldentenor, lyrischer Tenor, Koloratursopran, dramatischer Sopran.
Der Begriff Countertenor ist keine exakte Bezeichnung für eine Stimmlage, sondern ein Stimmfach für hohe Männerstimmen in Alt-, Mezzosopran- oder Sopranlage. Weiterhin gibt es noch die Bezeichnungen Kindersopran, Knabensopran, Knabenalt und Männeralt, Kastratensopran etc. die eine Spezifizierung der Sängerrolle enthalten, aber im eigentlichen Sinn keine Tonlage, sondern Stimmfächer bezeichnen.
Neben dem Umfang einer Stimme gibt es auch den Begriff der „Tessitura“ oder „Tessitur“, die den typischen und leicht reproduzierbaren Umfang angibt, dabei können einzelne Töne über diesen Bereich hinausgehen. Die Tessitur ist der Bereich der Stimme, der vom Sänger über längere Zeit eingesetzt werden kann, ohne übermäßig anstrengend zu sein. Während einzelne Töne außerhalb der Tessitur kein Problem darstellen, kann dauernder Einsatz der Stimme außerhalb der Tessitur die Stimme schnell ermüden oder sogar Schäden an den Stimmbändern verursachen. Nach Peter-Michael Fischer umfasst die Tessitura beim professionellen Sänger etwa zwei Oktaven und beginnt in der Regel erst in der Mitte der unteren Oktave. Der gesamte Stimmumfang ab phonisch Null (tiefster, gerade noch erreichbarer Ton) umfasst beim Berufssänger nach Fischer 2½ bis über 3 Oktaven. Die Mehrzahl der Singstimmen gehört zu den mittleren Stimmlagen. Echte Bässe (phonisch Null reicht hinab bis D) sind bei den Männern nur mit 5 % vertreten, profunde Bässe (phonisch Null tiefer als D) sind selten.

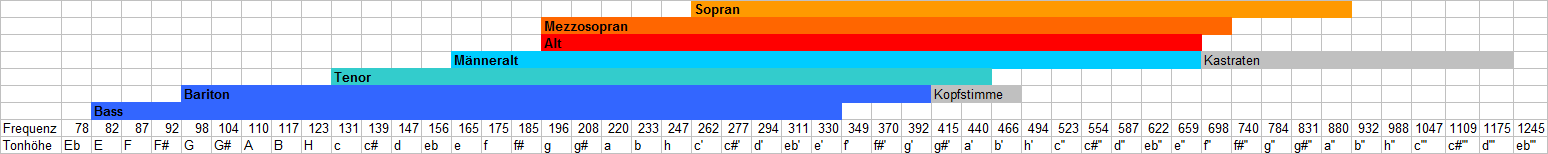
Ungefähre Tonhöhen der verschiedenen Stimmlagen im direkten Vergleich und in Hertz

### Allgemein
Bei den menschlichen Stimmlagen unterscheidet man den Normalumfang und die tiefen und hohen Grenzlagen. Das Bass-Vokabular reicht bis zum (großen) D herunter, der Koloratursopran hoch bis zum dreifach gestrichenen f. Damit kann die menschliche Stimme einen Bereich von ungefähr 4 Oktaven erfassen.
Eine unausgebildete Stimme erreicht eine gute Oktave, eine ausgebildete ungefähr 2½ bis selten 3 Oktaven. Die menschliche Stimme reicht in der Regel über zwei Oktaven, das sind 24 Halbtöne. Stimmen mit mehr als drei Oktaven Stimmumfang sind sehr selten. Es gibt jedoch keine Literatur, die solchen Stimmumfang fordert.

## Musikinstrumente
Die Einteilung in verschiedene Stimmlagen wird auch bei vielen Musikinstrumentenfamilien verwendet.  Auch dabei sind Sopran, Alt, Tenor und Bass die häufigsten Begriffe, es gibt bei Instrumenten jedoch weitere Stimmlagen, die von Sängern nicht erreicht werden können. Höhere Instrumente können dabei Bezeichnungen wie Sopranino, Garklein, Soprillo oder Piccolo tragen, tiefere werden als Großbass, Kontrabass oder Subbass bezeichnet.
In der Zeit der Renaissance wurden die ersten Instrumentenfamilien entwickelt. Um alle Stimmen eines Satzes auf gleichartigen Instrumenten ausführen zu können, wurden die meisten Instrumente zu Ensembles mit zumindest drei verschiedenen Tonlagen (Diskant, Alt/Tenor und Bass) ausgebaut. Dabei orientierte man sich jedoch nicht genau an der Tonhöhe der entsprechenden menschlichen Stimmen. Instrumente, die in ihrer Familie die Bassfunktion ausführten, wie z. B. Bassblockflöte (eigentlich Altlage) oder Bassrankett (tiefster Ton Kontra-F) konnten durchaus eine Oktave höher oder tiefer als eine menschliche Bassstimme klingen.
Auch Lagebezeichnungen für später entwickelte Instrumente weichen häufig von den analogen menschlichen Stimmlagen ab, allein schon deshalb, weil fast alle heutigen Orchesterinstrumente die menschliche Stimme im Tonumfang bei weitem überschreiten. Die Bassklarinette zum Beispiel umfasst an der menschlichen Stimme gemessen auch die Tenor- und Altlage.